# 1929 en Belgique
Chronologie de la Belgique
- 1925
- 1926
- 1927
- 1928
- 1929
- 1930
- 1931
- 1932
- 1933

Cette page recense des événements qui se sont produits durant l'année 1929 du calendrier grégorien en Belgique.

## Chronologie

### Avril
- 17 avril : un accident ferroviaire fait 11 morts et 49 blessés sur la ligne 96 à Hal, dans la province de Brabant lorsque le train postal reliant Paris à Bruxelles percute un convoi de marchandises reliant Bruxelles à Enghien.

### Mai
- 26 mai : élections législatives.
  - Lucie Dejardin (POB) devient la première députée élue au suffrage universel masculin[1].
  - Percée des nationalistes flamands du Frontpartij (11 sièges à la Chambre, 3 au Sénat)[2].

### Juin
- 19 juin : un accident ferroviaire fait 9 morts et 20 blessés sur la ligne 123 à Grammont, dans la Province de Flandre-Orientale lorsque le train reliant Gand à Erquelinnes entre en collision avec une locomotive qui venait de dérailler sur l'autre voie.

### Décembre
- 10 décembre : un accident ferroviaire fait 10 morts et 70 blessés sur la ligne 161 à Namur lorsque le train reliant Schaerbeek à Arlon déraille à l'entrée en  gare de Namur et emboutit un autre convoi vers 7 heures.

## Culture

### Architecture

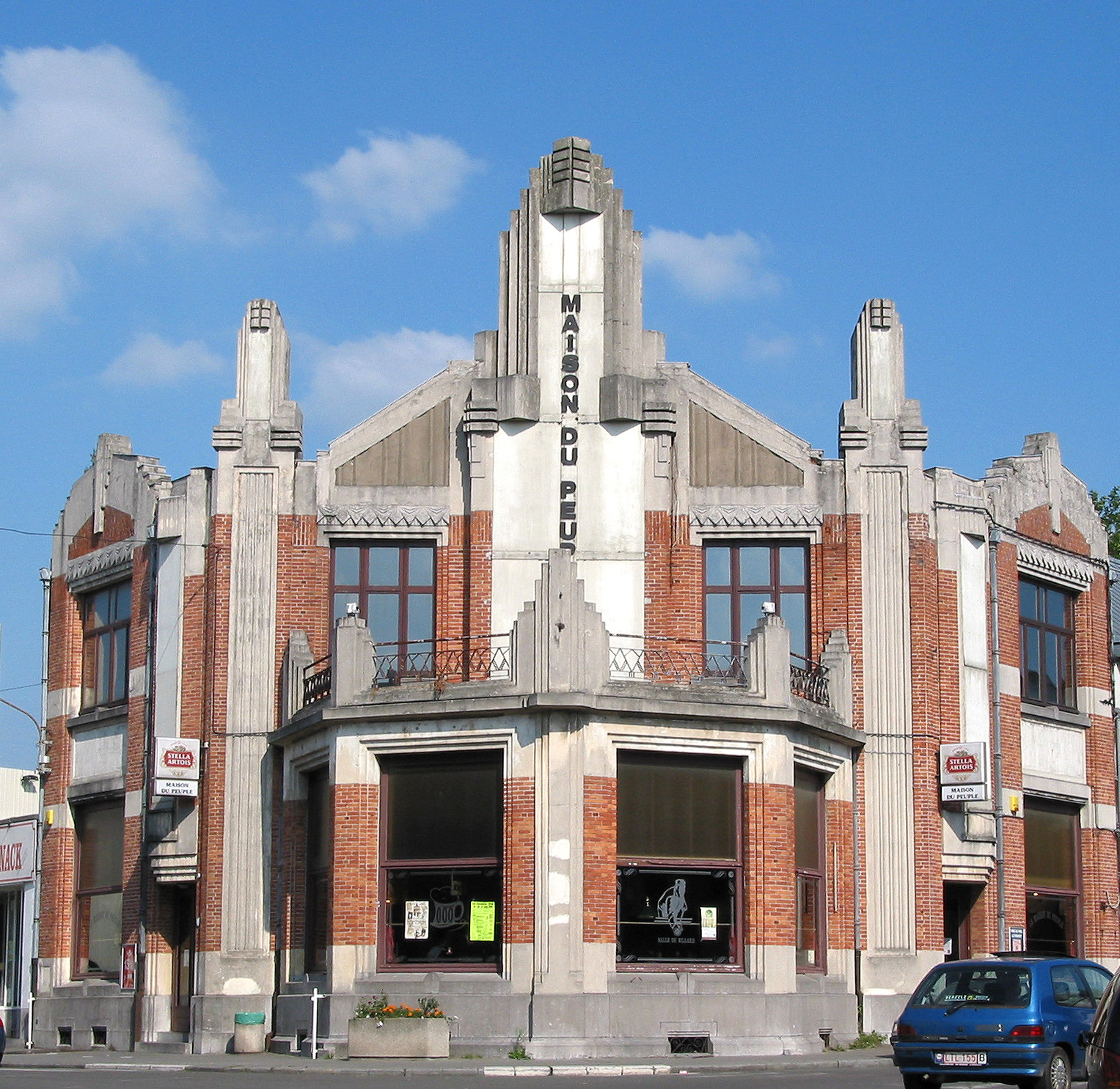
La Maison du peuple de Dour (style Art déco).
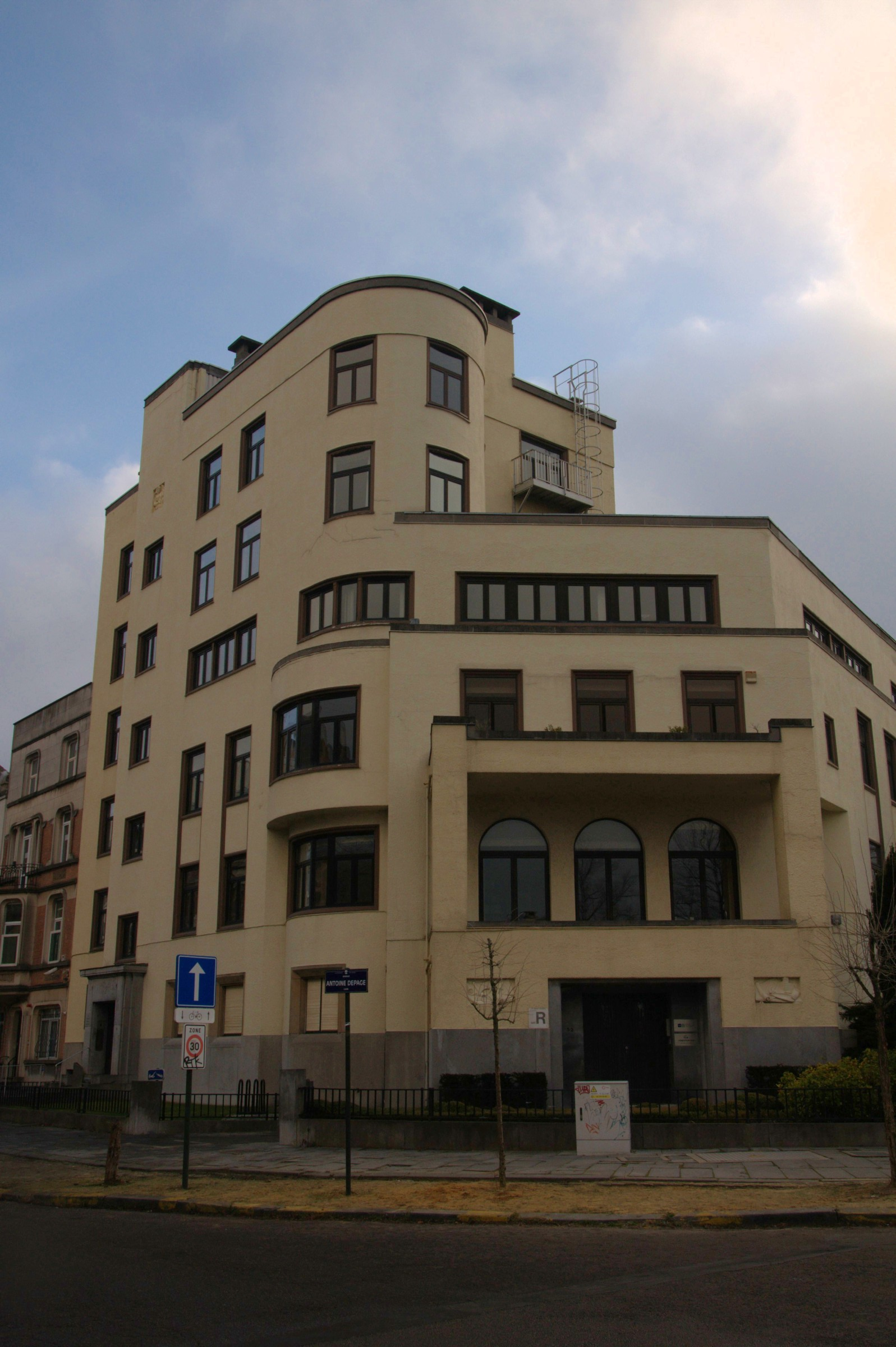
La Maison Blomme (style moderniste).
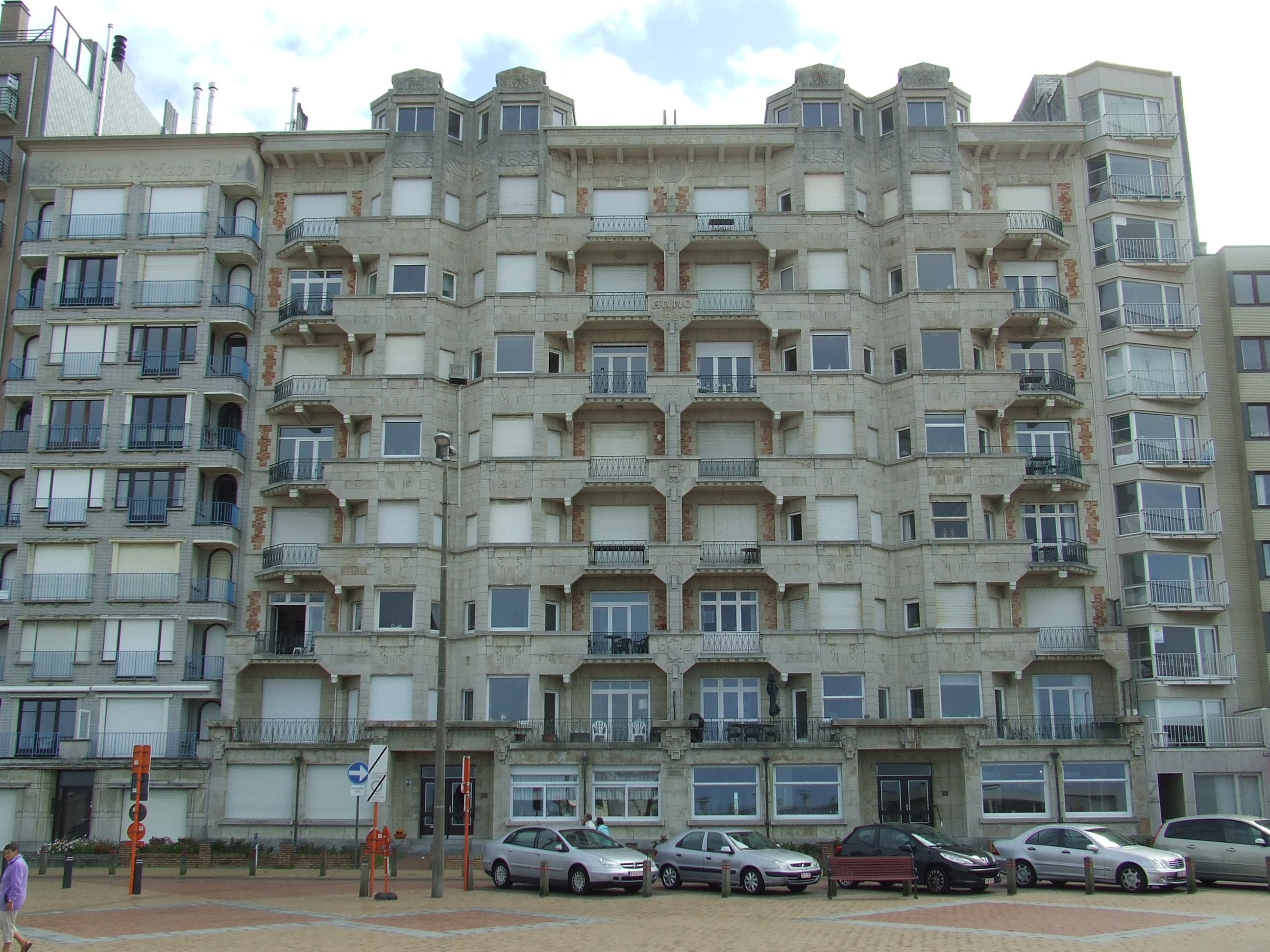
Le Palais du Comte Jean, immeuble Art déco à Blankenberge.
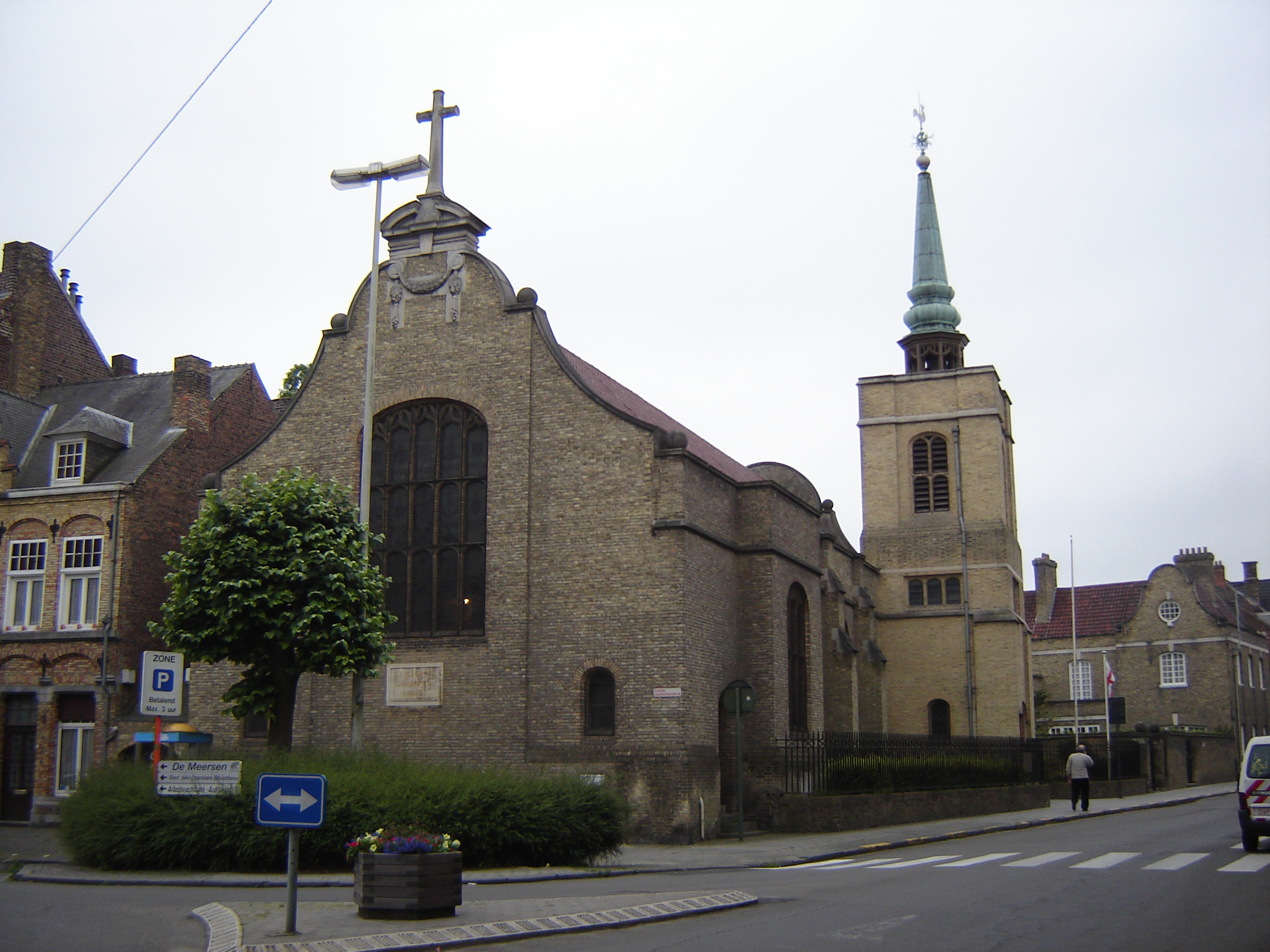
Église-mémorial Saint-Georges (Ypres).

### Bande dessinée
- 10 janvier : première publication dans Le Petit Vingtième de la première bande dessinée de l'illustrateur Georges Remi, alias Hergé, intitulée Tintin au pays des Soviets[3].

### Littérature
- Barrabas, pièce de théâtre de Michel de Ghelderode[4].
- Ecuador, récit de voyage d'Henri Michaux[5].
- Une Petite vie, roman de Constant Burniaux[6].
- Ulysse bâtit son lit, recueil de poésie de Jean de Bosschère[7].

### Peinture
- René Magritte peint La Trahison des images.

## Sciences
- Fondation de la Société belge de physique.

## Naissances
- 1er janvier : Luc Van Hoyweghen, joueur de football († 30 juin 2013).
- 6 janvier : Félix Week, joueur de football († 2 juin 2000).
- 26 janvier : André Kempinaire, homme politique († 8 septembre 2012).
- 4 avril : André Eijberg, sculpteur et céramiste († 31 janvier 2012).
- 5 avril : Hugo Claus, écrivain d'expression néerlandaise († 19 mars 2008).
- 8 avril : Jacques Brel, chanteur, acteur et réalisateur († 9 octobre 1978).
- 19 avril : Jean Defraigne, homme politique († 15 mars 2016), né à Roosendaal en Nispen (Pays-Bas).
- 9 mai : Joseph Happart, joueur de football († 21 août 2007).
- 23 juin : Henri Pousseur, compositeur († 6 mars 2009).
- 5 juillet : Jacqueline Harpman, écrivaine d'expression française († 24 mai 2012).
- 19 septembre : Léon De Lathouwer, coureur cycliste († 7 août 2008).
- 2 novembre : Germain Derijcke, coureur cycliste († 13 janvier 1978).

## Décès
- 2 mars : Georges Nélis, aviateur, ingénieur et administrateur de société (° 22 mai 1886).
- 25 mai : Albéric Ruzette, homme politique (° 22 juillet 1866).
- 30 juin : Joseph Wauters, homme politique (° 8 novembre 1875).
- 24 août : Karel van de Woestijne, écrivain d'expression néerlandaise (° 10 mars 1878).
- 15 octobre : Léon Delacroix, homme d'État (° 27 décembre 1857), mort à Baden-Baden (Allemagne).
- 30 octobre :  Ovide Musin, violoniste et compositeur (° 22 septembre 1854).